# Crkva Gospe Trsatske
Crkva Gospe Trsatske jedno je od najstarijih hrvatskih marijanskih svetišta.

## Postanak svetišta Gospe Trsatske
Prema predaji 10. svibnja 1291. godine na mjestu današnjeg svetišta Gospe Trsatske osvanula je Nazaretska kućica Svete obitelji. Na Trsat su je iz Nazareta prenijeli anđeli. Tu se zadržala do 10. prosinca 1294. godine kada je anđeli preniješe u Loreto, pokraj Ancone, gdje se i danas nalazi.

U pozadini ove priče, dobrim dijelom znanstveno provjerene, je trgovina relikvijama iz Svete zemlje, raširena u doba križarskih ratova. Važnu ulogu u tim zbivanjima odigrali su istočnojadranski plovidbeni put, kao tada najsigurnija veza između Levanta i Europe, tajanstveni ratnički red vitezova Templara, papa, napuljski vladari Anžuvinci i hrvatski feudalci Frankapani.

## Povijest
Crkva Gospe Trsatske najstarije je hrvatsko marijansko svetište sagrađeno na Trsatu u Rijeci.
O gradnji crkve razmišljao je Nikola IV Frankapan, a gradnju je započeo njegov sin knez Martin Frankapan, dozvolom pape Nikole V., zavjetujući se franjevcima obvezom gradnje crkve i franjevačkog samostana 1453. godine, na mjestu gdje se prema legendi od 1291. do 1294. godine nalazila Bogorodičina kućica. Nakon izgradnje je doveo franjevce iz Bosanske vikarije.

Crkva Blažene Djevice Marije danas je poznato svetište i hodočasničko odredište u koje stižu ljudi iz raznih dijelova Hrvatske i inozemstva. U njoj je pokopano više znamenitih ljudi. Tu su grobovi nekih članova grofovske obitelji Frankapana i grob Petra Kružića, graditelja čuvenih stuba do trsatskog svetišta.
Na mjestu današnje bazilike gotovo dva stoljeća bila je kapela koju je dao izgraditi Nikola I. Frankapan. Crkva koja je iz nje nastala, zahvaćala je prostor svetišta i polovicu glavne crkvene lađe današnje građevine. Lijeva crkvena lađa i pročelje podignuti su tek kasnije. Sada je čine dvije lađe. Znamenita su i dva samostanska klaustra te ljetna blagovaonica. Najzaslužniji za današnji njen izgled je Franjo Glavinić, tadašnji gvardijan samostana, koji je u kolovozu 1644. pokrenuo radove na obnovi i proširenju. Svoj konačni izgled, crkva je dobila 1824. godine kada je produžena 6 metara, a dodan joj je i zvonik kojega do tada nije imala.
Današnja bazilika, splet je gotičko – renesansno – barokno – bidermajerskih graditeljskih faza. Crkvu Majke Božje danas rese oltarne slike sv. Mihovila, sv. Katarine i sv. Nikole, manirističkog slikara iz Švicarske, franjevca Serafina Schöna, slikara C. Tasce i drugih poznatih umjetnika 17. i 18. stoljeća.
U sklopu Duhovne obnove grada Rijeke 2017. bila je procesija do Svetišta Gospe Trsatske.

## Unutrašnjost crkve
Na današnjoj se crkvi isprepliću mnogobrojni stilovi i povijesna razdoblja. Na bidermajerskom se pročelju iz prve polovice 19. st. koriste portali iz 17. st. U crkvi postoje samo dvije lađe: prvotna i lijeva, nastale objedinjavanjem nekadašnjih pobočnih kapela. Propovjedaonica i pobočni barokni oltari drvorezbarski su radovi koji polikromijom imitiraju višestruko skuplje mramorne oltare.

Giovanni Pietro Telesphoro de Pomis, Talijan koji se rodio u Grazu, naslikao je svetu Anu Trojnu, palu središnjeg oltara na bočnom zidu lijevog broda.

Na drvenom oltaru svetog Nikole, na desnome bočnoom zidu i mramornim oltarima lijevo i desno od trijumfalnog luka svetišta, pale je izradio Švicarac Serfain Schön koji je u prvoj polovici 17. stoljeću na Trsatu ostavio veliki opus. Prepoznatiljiv je po maniristički izduženim likovima prozračne draperije.

Cristophoro Tasca iz Bergama naslikao je Veliku palu Navještenja koja se nalazi iznad trijumfalnog luka.

Raskošnu kovanu rešetku, koja zatvara svetište, 1705. godine donirao je senjski nadbiskup Petar Brajković, dok je monumentalni mramorni glavi oltar 1695. donirao zagrebački sudac Ivan Uzolin.

### Čudotvorna slika Blažene Djevice Marije
Zbog gubitka Svete kućice, neutješenim Trsaćanima papa Urban V. 1367. godine šalje čudotvornu sliku Majke Božje imena «Majka milosti».
Predaja kaže da je sliku osobno naslikao sv. Luka Evanđelist. Izrađena je na cedrovoj dasci i podijeljena na tri polja. Zbog štovanja koje joj iskazivano, slika je okrunjena krunom od pravoga zlata 8. rujna 1715. godine, a svečanost njene krunidbe se održala pod pokroviteljstvom hrvatskog Sabora. Bila je to prva Marijina slika izvan Italije koju je dao okruniti neki papa. »Majka milosti« ima iznimno značenje u stvaranju kulta štovanja Djevice Marije na Trsatu. Sveti otac već u petnaestom stoljeću dopušta poseban oprost onima koji ju pohode. Slika se i danas cijeni zbog milosti koju po njoj dijeli Marija svojim štovateljima, a stoji na glavnom oltaru i iz crkve se iznaša prilikom raznih procesija, kao npr. na Blagdan Gospe Trsatske ili Velike Gospe.
Čudotvorna slika "Majke Milosti" podijeljene je u tri okomita polja. U središnjem, najvećem polju je Marija koja doji, hrani Isusa. Marijin blagi pogled usmjeren je prema Isusu ali i prema gledatelju slike. Dijete Isus ima ozbiljan pogled i podiže ruku za blagoslov. U gornjem dijelu lijevog i desnog bočnog polja prikazani su najvažniji događaji iz povijesti spasenja: Utjelovljenje (Navještenje) i Otkupljenje. Potonje je prikazano u tradicionalnoj ikonografskoj formi "deisisa" - prikaza Kristove otkupiteljske smrti na križu, prije koje je Crkvi preko sv. Ivana, najmlađeg apostola, Mariju ostavio za Majku. U doljnjoj polovici lijevog i desnog bočnog polja slike prikazani su svjedoci Crkve. Ono što je Isus propovijedao nastavili su učenici! Desno su apostoli sv. Petar, sv. Ivan i sv. Pavao.
S lijeve strane su prikazani nepoznati sveti biskup (najvjerojatnije sv. Nikola), sv. Bartolomej (crven, jer mu je tijekom mučeništva odrana koža) i sv. Stjepan, đakon.

### Franjevački samostan i kapela Zavjetnih darova
Knez Martin Frankapan uz crkvu je dao sagraditi i samostan u koji su se 1468. doselili franjevci. Tu se nalazi stara i bogata knjižnica s arhivom i bogata riznica s darovima i zadužbinama koje potječu od 14. stoljeća do današnjih dana. U njoj se čuva original gotičkog triptiha Gospe Trsatske kojeg je, prema predaji, Hrvatima 1367. godine darovao papa Urban V. Ikona je već u to doba slovila kao čudotvorna jer ju je, vjerovalo se, naslikao sam sveti Luka. Tu se nalazi i veliki relikvijar srpske despotice Barbare rođene Frankapan poklonjen crkvi 1485., te dvoglavi orao iz masivnog zlata ukrašen draguljima koji je zavjetni dar Karla V. iz 1536. godine, a vrijedna je i visokorenesansna srebrna skulptura Bogorodice s Isusom, visoka 35 cm koju je 1597. godine darovao hrvatski ban Toma Bakač–Erdödy za ozdravljenje sina. Još se tu čuvaju i Leopoldovi svjećnjaci, te misno ruho koje je darovala Marija Terezija.
Ljetna blagovaonica samostana ukrašena je velikim zidnim i stropnim slikama Tasce i Schöna, a u hodniku koji vodi u franjevačke sobe nalaze se djela hrvatskih suvremenih umjetnika, ali i barokna ulja Valentina Metzingera, Lotarinžanina udomaćenog u Ljubljani.
Mnoge su umjetnine bile uništene u velikom požaru 1629. godine u kojem je stradao i veći dio samostana. Građevina je, odmah nakon požara obnovljena te su podignuta dva nova krila, a početkom devetnaestog stoljeća i drugi kat. Njeno obnavljanje je vodio i provodio Mihovil Kumar koji je započeo i radove u kapeli Zavjetnih darova.
U kapeli Zavjetnih darova nalaze se zavjetne slike na kojima se obično vide lađe pomoraca kada im je u oluji zaprijetila životna opasnost, a ističe se i gotička skulptura Gospe Slunjske. Tu su i ostali darovi od 19. st. do danas.
U sklopu samostana u 17. je stoljeću osnovana i gimnazija za školovanje mladih franjevaca te su više od stoljeća djelovali teološka škola, prva trsačka pučka škola i prva bolnica u Rijeci. Samostanska knjižnica posjeduje više od 20.000 svezaka, među kojima su i prva hrvatska neglagoljska knjiga »Lekcionar Bernarda Splićanina« te »Evangelistarum« iz 1532. godine Marka Marulića, kao i «Raj duše», koji je bio osobni molitvenik grofice Katarine Zrinski autora Nikole Dešića.

## Skulptura pape Ivana Pavla II - Trsatski hodočasnik
Brončana skulptura akademskog kipara Antuna Jurkića predstavlja papu Ivana Pavla II. nazvana je "Trsatski hodočasnik" u čast trećeg pastoralnog posjeta Ivana Pavla II. Hrvatskoj, kada je papa 8. lipnja 2003. posjetio Trsatsko svetište. Postavljena je ispred Marijanskog svetišta na Trsatu, u Rijeci, 10. svibnja 2005. godine, a otkrio ju je nadbiskup zagrebački i predsjednik Hrvatske biskupske konferencije, kardinal Josip Bozanić.

Ovo je prva skulptura na svijetu posvećena papi, otkrivena nakon njegove smrti.
Tekst na skulpturi glasi:
zatim na nekoliko jezika:
što su riječi koje je sâm papa izgovorio kada je svetištu darovao krunicu prilikom posjeta.
Skulptura prikazuje papu kako moli ispred čudotvorne slike Blažene Djevice Marije 8. lipnja 2003.

## Pastoralni centar svetišta "Aula pape Ivana Pavla II."
Pastoralni centar svetišta "Aula pape Ivana Pavla II." otvoren je 5. lipnja 2008. u sklopu Svetišta Majke Božje Trsatske te je time obilježena peta obljetnica pohoda Pape Ivana Pavla II. u svetište. Prilikom svog pohoda, papa je blagoslovio kamen temeljac Pastoralnog centra, koji je krajem listopada 2006. položen na mjestu nekadašnje gospodarske zgrade.
Na tom je mjestu danas, uz veliko zalaganje fra Serafina Sobola i brojnih pokrovitelja, izgrađena Aula, u kojoj glavno mjesto zauzima velika dvorana s 300 sjedišta. Uz nju se nalazi još četiri manjih dvorana koje služe kao prostorija za rad Franjevačkog svjetovnog reda, Franjevačke mladeži, pjevačkog zbora i Katedre "pape Ivana Pavla II". Sve su prostorije vezane stubištem, a zgrada ima i sanitarni čvor za potrebe hodočasnika. Trsatski pastoralni centar Aula pape Ivana Pavla II. sagrađen je zalaganjem fra Serafina Sabola, a arhitekt koji je projektirao pastoralni centar dobio je nagradu “Viktor Kovačić” za najbolje arhitektonsko ostvarenje u 2008. godini.
Pastoralni centar omeđuje proširen hodočasnički prostor, koji je već utvrđen podizanjem novog oltara u samostanskom vrtu i uređenjem Marijina perivoja, prvenstveno u službi okupljanje većeg broja hodočasnika.
Trijem aule služi kao prostor za ispovijedanje tijekom većih misnih slavlja na perivoju Svetišta.
U Auli pape Ivana Pavla II. održava se od 2010. godine godišnji hrvatski festival katoličkog filma.

## Naklada
- Marijin Trsat, vjesnik svetišta

## Galerija slika
- Unutrašnjost crkve
- Majka Božja Loretska
- Slika Gospe Trsatske na oltaru
- Oltar sv. Antuna Padovanskog
- Grob krčkog kneza Nikole I. Frankapana, kneza krčkog i senjsko-modruškog
- Slika Petra Kružića
- Vitraj u crkvi: Raspelo
- Vitraj u crkvi: Svadba u Kani Galilejskoj
- Proslava 640. obljetnice čudotvorne slike
- Kip sv. Ivana Nepomuka pred crkvom

## Vanjske poveznice

### Sestrinski projekti
|  | Zajednički poslužitelj ima stranicu o temi Crkva Gospe Trsatske    |
|  | Zajednički poslužitelj ima još gradiva o temi Crkva Gospe Trsatske |

### Mrežne stranice
- Službena web-stranica svetišta